# Сельское поселение Шентала
Сельское поселение Шентала — муниципальное образование в Шенталинском районе Самарской области.
Административный центр — железнодорожная станция Шентала.

## Административное устройство
В состав сельского поселения Шентала входят:
- посёлок Северный,
- железнодорожная станция Шентала.